# Грезильон
Гресильон (фр. Château de Grésillon) — культурный центр эсперантистов Франции, занимающий усадьбу (шато) в местечке Боже-ан-Анжу, в 30 км от Анжера. Усадьба принадлежит некоммерческой организации «Культурный дом Эсперанто» (эсп. Kulturdomo de Esperanto).
Неоготический усадебный дом был построен в XIX веке и выкуплен организацией эсперантистов GEE в 1949 году. В 1951 организация изменила своё название на «Культурный дом французских эсперантистов», которое просуществовало вплоть до 2012 года. Затем организация была снова переименована. Текущее название — «Культурный дом эсперантистов».